# グレッグ・ゼスチャック
グレゴリー・ゼスチャック CM （Gregory Zeschuk）はカナダの実業家。2012年までエレクトロニック・アーツ（EA）のバイスプレジデントと、バイオウェア・オースティンのゼネラルマネージャーを務めていた。アルバータ大学で医学の学位を取得した後、レイ・ミュジカとオーガスティン・イップと共に、1995年にエドモントンでコンピュータゲーム開発会社バイオウェアを共同設立した。

## 生い立ち
ゼスチャックは、カナダのアルバータ州エドモントンで生まれ育った。幼少期から、ゼスチャックはダンジョンズ&ドラゴンズを含む多くのロールプレイングゲームをプレイし、「それが最も大きな経験だった」と語っている。幼少期の夏、彼は友人たちとアップルコンピューターでゲームを作って過ごしていた。

## キャリア
ゼスチャックはアルバータ大学で医学を専攻し、そこで医療シミュレーションプログラムの研究をしていた医学生仲間のレイ・ミュジカとオーガスティン・イップに出会った。研修期間中、彼らが最初に作成したソフトウエアは「Acid-Base Simulator」と呼ばれるものであった。ゼスチャックは1992年に卒業し、ミュジカと共に医学教育研究部門の研究員に任命された。その後、ゼスチャックはアメリカとカナダの両方で2年間の研修を受けた。1994年、彼とミュジカは『Gastroenterology Patient Simulator』という医療シミュレーターソフトの開発に着手した。この開発に取り組んでいるうちに、チームは医療用ソフトウェアよりも、ビデオゲーム開発に熱中していることに気づいた。ゼスチャック、ミュジカ、イップの3人は10万ドルを出し合い、最初のゲーム制作に乗り出した。バイオウェアは1995年2月1日、ゼスチャックの家の地下にある小さな一室で設立された。2001年には、「カナダの40歳以下のトップ40」に選出されている。
2012年9月18日にバイオウェアからの退社とゲーム業界からの引退を発表した。その後は、「The Beer Diaries 」として知られるウェブ・インタビュー番組の制作など、クラフトビール業界に関連する多くのプロジェクトに携わっている。また、バンクーバーを拠点とするスタートアップ企業、Biba Venturesの取締役会長でもある。

## 関連作品
| 年   | タイトル                                  | 役職 |
| ---- | ----------------------------------------- | --- |
| 1996 | Shattered Steel                           | President and Joint-CEO                                                                                               |
| 1998 | Baldur's Gate                             | Lead Production |
| 1999 | Baldur's Gate: Tales of the Sword Coast   | Lead Production |
| 2000 | Baldur's Gate II: Shadows of Amn          | Executive Producer |
| 2000 | MDK 2                                     | Executive Producer |
| 2001 | Baldur's Gate II: Throne of Bhaal         | Executive Producer |
| 2002 | Neverwinter Nights                        | Co-Executive Producer (レイ・ミュジカと共に)                                                                          |
| 2003 | Star Wars: Knights of the Old Republic    | Joint CEO |
| 2004 | Star Wars: Knights of the Old Republic II | Special Thanks |
| 2005 | ジェイド エンパイア 〜翡翠の帝国〜        | Co-Executive Producer                                                                                                 |
| 2006 | Neverwinter Nights 2                      | Special Thanks |
| 2007 | Mass Effect                               | Executive Producer (President)                                                                                        |
| 2008 | ソニッククロニクル 闇次元からの侵略者     | President |
| 2009 | Mass Effect: Galaxy                       | Director of Development                                                                                               |
| 2009 | Dragon Age: Origins                       | Vice-presidents (RPG/MMO Group)                                                                                       |
| 2010 | Mass Effect 2                             | Co-founder and VP |
| 2011 | Dragon Age II                             | General Manager, BioWare Austin                                                                                       |
| 2011 | Star Wars: The Old Republic               | Co-founder, BioWare and BioWare MMO Business Unit General Manager, BioWare Austin General Manager, Vice President, EA |
| 2012 | Mass Effect 3                             | Co-founder BioWare, BioWare MMO Business Unit General Manager, BioWare Austin General Manager, Vice President, EA     |

## 受賞歴
2009年、IGNが選ぶ歴代ゲームクリエイター・トップ100にミュジカと共に選出された。
2013年3月27日に開催されたGame Developers Choice Awardsで、ゼスチャックは「Lifetime Achievement Award」を受賞した。
2018年12月27日、ゼスチャックはカナダ勲章を受勲した。